# 愛犬てつ
愛犬てつ（あいけんてつ）は、玩具会社のイワヤ（発売当時は東京都、現在は千葉県に移転）が製造、販売していた玩具。正式な商品名は『こっちにおいで 愛犬てつ』。コミュニケーションペットシリーズの一作で、ほかには『愛犬こはる』『おしゃべりしばちゃん』『愛犬こゆき』『じかんぴったりおしゃべりすずちゃん』『じかんぴったりおしゃべり柴二郎』があった。
2006年10月16日発売。定価9800円。本体には単二電池4本が、リモコンにはボタン電池LR-44が2個必要。日本直販が取り扱っていた ほか、インターネットショップや玩具店などでも入手可能だった。
2008年12月4日に発売されたアダルトビデオ版『ファミレス戦士プリン』にも「助けられる犬」役として登場する。この愛犬てつは監督が自腹で購入したものとのこと。

## 機能一覧
耳と背中に圧力感知装置があるほか、12種類の犬語を喋ることができ後退も可能。

### 音センサーによる作動
てつに話しかけたり、耳を撫でたときにその音に反応して動作する。

### 光センサーによる作動
人が近付いたときに反応する。

### リモコンによる作動
赤外線式のリモコンには5つのボタンがついている。
- 「ついてくるボタン」 - 前進する。
- 「Tボタン」 - 「あそぼうよ」「今日もいい天気だね」など、20種類の東京風の言葉を女性の声で喋る。
- 「Kボタン」 - 「あそばんか？」「だいすきやで」など、20種類の関西弁を女性の声で喋る。
- 「♪ボタン」 - 体を揺すりながら東京ブギウギか上を向いて歩こうのどちらかを歌う。